# أوليفيه روكوس

## روابط إضافية
- Official website
- أوليفيه روكوس على موقع رابطة محترفي التنس (الإنجليزية)
- أوليفيه روكوس على موقع الاتحاد الدولي لكرة المضرب (الإنجليزية)
- أوليفيه روكوس على موقع كأس ديفيز (الإنجليزية)
- أوليفيه روكوس على موقع خلاصة التنس.كوم (الإنجليزية)
- أوليفيه روكوس على موقع إي إس بي إن.كوم (الإنجليزية)
- أوليفيه روكوس على موقع اللجنة الأولمبية الدولية (الإنجليزية)
- أوليفيه روكوس على موقع أوليمبيديا (الإنجليزية)
- Rochus Recent Match Results
- Rochus World Ranking History